# 米爾德雷德·哈納克
米爾德雷德·伊麗莎白·哈納克（Mildred Elizabeth Harnack），婚前姓：費什（Fish）。（1902年9月16日—1943年2月16日）。美國文學歷史學家、翻譯家、左翼社會活動家。她出生於美國的威斯康辛州密爾沃基，在美國，她與來自德國的左翼社會人士阿維德·哈納克結婚，1929年之後她隨丈夫移居德國，并在德國開始了她的學術生涯。1933年納粹上臺之後，她成爲了堅定的反抗納粹的社會活動家，并加入了地下抵抗組織，1942年她與地下組織其他成員遭到蓋世太保的逮捕，并於1943年2月被處決。她也是在納粹德國時期，經過法庭審判並判處死刑的唯一的美國公民。

## 早年生活
米爾德雷德出生並成長於威斯康辛州密爾沃基的西區。她的父母分別爲威廉·庫克·費什（William Cook Fish）和喬治娜·費什（Georgina Fish），她父親分別從事過保險推銷員、屠夫和馬販等不穩定的職業，她的母親是一個自學成才的速記員和打字員。米爾德雷德在四個弟兄姊妹中年紀最小，在她上面有兄長哈利埃特（Harriette）和兩個孿生姐姐馬博（Marbeau）和馬瑞昂（Marion）。在密爾沃基生活期間，她曾經就讀於現在被稱爲密爾沃基藝術高中。
父親去世之後，她和母親搬到了馬里蘭州的切維蔡斯，她的一個姐姐生活在那裏。搬到了馬里蘭之後，她繼續在馬里蘭西部高中學習，米爾德雷德興趣廣汎，在校期間，她積極參加校内的籃球隊和棒球隊，並在學校擔任雜志《開拓者》（The Trailblazer）的編輯，另外，她又在舞臺上飾演威廉·梅克比斯·薩克萊作品《玫瑰與戒指》中的安吉莉卡公主。1919年她從該校畢業。同年，她進入了喬治·華盛頓大學繼續深造，1921年她轉學於威斯康星大學麥迪遜分校。
回到威斯康星州之後，作爲維持生計，她最開始在《威斯康星州報》擔任電影和戲劇評論員。她的公寓住的都是深受人們歡迎的記者和作家。之後，她的專業由新聞專業改爲以研究英國文學爲主的人文科學，1922年，她成爲了《威斯康星文學雜志》（Wisconsin Literary Magazine）的專職作家。1925年6月22日，她被授予了人文科學文學學士。

## 與哈納克結婚
米爾德雷德在威斯康辛大學攻讀研究生期間，結識了來自德國的研究生阿维德·哈纳克，經過短暫戀愛之後，兩人於1926年6月6日訂婚并於同年8月7日在她哥哥的威斯康星州布魯克林村的農場舉行了婚禮。婚後的米爾德雷德來到了馬里蘭州巴爾的摩古徹學院教授英語和美國文學。

## 移居德國之後

### 學術方面
1929年6月2日，米爾德雷德隨丈夫移居到德國的耶拿，同年，她獲得了德國學術交流中心的資助，在耶拿大學攻讀美國文學博士學位，1931年2月米爾德雷德又獲得了洪堡基金會的資助，在柏林洪堡大學繼續深造，並應邀舉辦公開講座并得到了該校的助理講師的工作。她教授的課程包括愛默生、惠特曼、德萊賽、辛克萊·劉易斯、托馬斯·哈代以及蕭伯納等英美文學家的作品，她的課程很受學生歡迎。
在柏林期間，哈納克夫婦目睹了魏瑪共和國期間因大蕭條而產生的大量社會失業和惡性通貨膨脹，這使他們認爲魏瑪共和國的民主體制無法使避免社會危機，因而他們把目光投向了蘇聯剛剛試行的五年經濟計劃的社會模式，他們相信這種社會模式能為大衆提供廣汎的就業。1931年，她的丈夫阿爾維德成立了“研究蘇聯計劃經濟的科學工作團”。爲此，在蘇聯大使館外交官員的安排下，從1932年8月20日至9月12日，她的丈夫阿爾維德和其他23名成員應邀訪問了蘇聯。從那時起，哈納克夫婦就與蘇聯有關方面建立起了密切聯係。
由於米爾德雷德在授課時從不隱諱自己的左傾觀點，隨著納粹思潮的日益擡頭，到了1932年5月，她在洪堡大學的任教經費被取消，她不得不辭去了該校的講師職位。哈納克夫婦被迫搬到了位於柏新克爾恩的作家斯蒂芬·海姆的親戚家的公寓租住。斯蒂芬·海姆在1988年發表的自傳小説中《Nachruf》寫道：哈納克夫婦是一對很和藹的夫婦，但對納粹卻是深惡痛絕。
在此期間，哈納克夫婦還與後來成爲反抗納粹政權的迪特里希·潘霍華家族保持著密切聯係，米爾德雷德經常在克勞斯·潘霍華家中舉辦系列講座。。哈納克夫婦還經常舉辦周六文學沙龍，出席沙龍的有文學家、出版商、翻譯作家、劇作家、文學評論家，記者。他們當中有：塞繆爾·費舍爾（Samuel Fischer）、恩斯特·羅沃赫特（Ernst Rowohlt）、弗朗茨·弗賴因（Franz Frein）、馬克思·莫爾（Max Mohr）、瑪格麗特·博偉利（Margret Boveri）等人。其中一位應邀出席沙龍的美國出版商這樣寫道：“我原以爲那天晚上的沙龍聚會應該是一場引人入勝的意見交流，這比我們以前在外交圈裏所習慣的對話交流更有吸引力。然而相反，我看到的只是那些精神崩潰的人們的痛苦和渴望、可悲的懦弱，以及對秘密警察會隨時闖入而產生的擔憂和緊張，這是自由思想的最後一點殘餘。”
在柏林期間，米爾德雷德在柏林的美國婦女社交圈結識了瑪莎·多德，她的父親威廉·多德曾經在1933年至1937年擔任過美國駐德國大使。米爾德雷德和多德一起在英文報刊《柏林專題》（Berlin Topics）上編輯了圖書專欄。1935年10月米爾德雷德菲在給母親的一封信中稱贊瑪莎·多德是一位才華橫溢的文學評論家和短篇小説作家，她寫道：“我們真正地渴望瞭解更曠濶的世界……，我們興趣相投並嘗試共同幹一些事業。”瑪莎·多德在戰後的1957年曾經寫道：

我們相識的歲月是我一生中最重要的時光。我們的事業、我們的經歷、我們在這充滿了成就感和失望感的勇敢而又悲慘的歲月中彼此交織在一起。我們彼此分享了我們的思想、我們的愛憎，並爲之而做出的抗爭。從1933年到1943年，我們所有人包括我丈夫都參加了德國地下組織，如今就剩下我一個人了。
20世紀30年代中期，米爾德雷德成爲了一名出版作家，她的作品也開始受到了關注。1934年，米爾德雷德撰寫了一篇題爲“南方史詩”（The Epic of the South）的文章發表在《柏林時代報》上。1935年，她為《文學》（Die Literatur）雜志撰寫了一篇關於威廉·福克納的文章，題爲“Ein amikeranischer Dichter aus großer Tradition”（一位具有偉大傳統的美國詩人）。1935年，她為《文學》（Die Literatur）雜志撰寫了一篇關於威廉·福克納的文章，題爲“Ein amikeranischer Dichter aus großer Tradition”（一位具有偉大傳統的美國詩人）。1935年之後，由於納粹對言論管制益發嚴厲，在報刊雜志所發表的文章必須符合納粹的官方觀點，因此米爾德雷德在這之後就再也沒有發表過任何自己撰寫的文學作品、文學評論以及時論文章。
1936年，經她的博士導師瓦爾特·費舍爾（Walther Fischer）的推薦，她來到吉森大學任教。納粹上臺之後，對學校的滲透和控制日益嚴重，當米爾德雷德來到吉森大學之後，她發現許多學生們都成爲了納粹的擁護者，而她和一些左翼教師成爲了被攻擊的對象，這其中包括了哲學教授恩斯特·馮·阿斯特（Ernst von Aster）（阿斯特的妻子、瑞典小説家Hildur Dixelius成爲了米爾德雷德的好朋友）、經濟學教授弗里德里希·倫茨等。同一年，她翻譯的歐文·斯通小説《梵高傳》的德文版出版，之後，她繼續專事翻譯出版工作。
1937年1月，米爾德雷德來到美國，并與作家克拉拉·雷瑟一起度過了兩周。這也是克拉拉·雷瑟最後一次見到米爾德雷德。納粹統治下的四年生活經歷，使米爾德雷德變得過於謹小慎微。她的同學以及克拉拉·雷瑟都發現她好像變了一個人，不再像從前那樣的開朗坦誠，甚至有人從她的言談舉止中猜測她成了一名納粹分子。在美國逗留期間，米爾德雷德在哈弗福德學院、紐約大學、芝加哥大學以及威斯康辛大學進行巡迴演講，主題是“德國與當前美國文學的關係”。在此期間，她與闊別了多年的親屬重聚，之後她回到了柏林。
1938 年，她收到了柏林“Rütten & Loening”出版社的聘書，擔任美國小説文學顧問。 同年，她加入了美國革命之女協會，并成爲該協會在柏林的代表。1941年11月20日，她獲得了吉森大學的博士學位。同年，她受聘於柏林洪堡大學外語系擔任英語教授，該校當時處於黨衛軍少校弗朗茨·瑟克斯的監管之下。

### 參與抵抗活動
在戰前以及戰爭期間，作爲反抗納粹地下組織中的“紅色交響樂隊”試圖招募新成員，但由於民衆中間存在著告密，招募工作非常困難。於是，紅色交響樂隊采取了一種對潛在的新成員進行篩選的方式，首先是邀請這些人參加聚會，先讓這些新人相信改組是是屬於納粹，然後通過談話引導他們表明自己對納粹的政治立場。而米爾德雷德通過出借書籍給這些被認爲可能成爲的潛在新成員，以考察他們的智力，如果這些人對政治感覺遲鈍便就篩掉。她還舉辦了一場關於英國作家魯德亞德·吉卜林的小説《基姆》的講座，以幫助新成員瞭解有關殖民主義的概念。
1930年代，哈納克夫婦開始接觸其他抵抗組織並與之合作。其中一個重要組織是由哈羅·舒爾茨·博伊森領導，他是一個出生軍事世家的德國空軍中尉，他是通過德國共產黨成員葛麗泰·庫克霍夫結識了哈納克夫婦並開始了與他們的交往。後來葛麗泰·庫克霍夫寫道：“我看的很清楚，從那時開始，我們所從事的事業所帶來的風險不僅會是我們失去自由甚至生命。”
1940年9月17日，哈納克夫婦與蘇聯大使館三等秘書亞歷山大·科羅特科夫建立了聯係，並向蘇聯提供有關納粹政權的秘密情報，儘管她也擔心這樣做會被納粹政府發覺。

#### 被捕及處決
1942年，作爲德國反諜報機關的無綫電監聽部門查聼到了可疑的無綫電波，並以此為綫索破獲了包括哈納克夫婦在内的地下抵抗組織，9月7日，哈納克夫婦在被納粹占領下的立陶宛境内的一個叫做“Preila”海邊村莊被蓋世太保逮捕。
12月19日，“帝國軍事法庭”經過四天的開庭審判，對米爾德雷德的丈夫阿維德判處死刑并於12月22日執行絞刑，對米爾德雷德的最初判決是處以六年監禁，但是希特勒不同意這個判決，命令法院進行重審。重審的結果，1943年1月16日米爾德雷德被判處死刑，2月16日被執行斷頭行刑。在監獄期間，她翻譯了德國詩人歌德的作品“Vermächtnis”，她在臨刑前的臨終遺言是“Und ich habe Deutschland auch so geliebt”（我是非常热爱德國的），她也是被希特勒直接下令處決的唯一的美國人。

## 美國官方的反應
戰後不久，報刊報道了哈納克被處決的消息，美國陸軍反間諜部隊（CIC）對此介入了調查，CIC得出的結論是她參與了間諜行爲，而且經過了法庭審判，法庭對她的第一次判決從法律的角度來説屬於合法，但是法院的判決受到了納粹政府的干預，在希特勒的直接命令下，法院被迫改變最初判決而改爲死刑，因而被視爲納粹犯下的戰爭罪之一。

## 個人生平介紹（視頻資料）
- 威斯康星州公共廣播公司（PBS Wisconsin） （页面存档备份，存于）